# Lize Spit

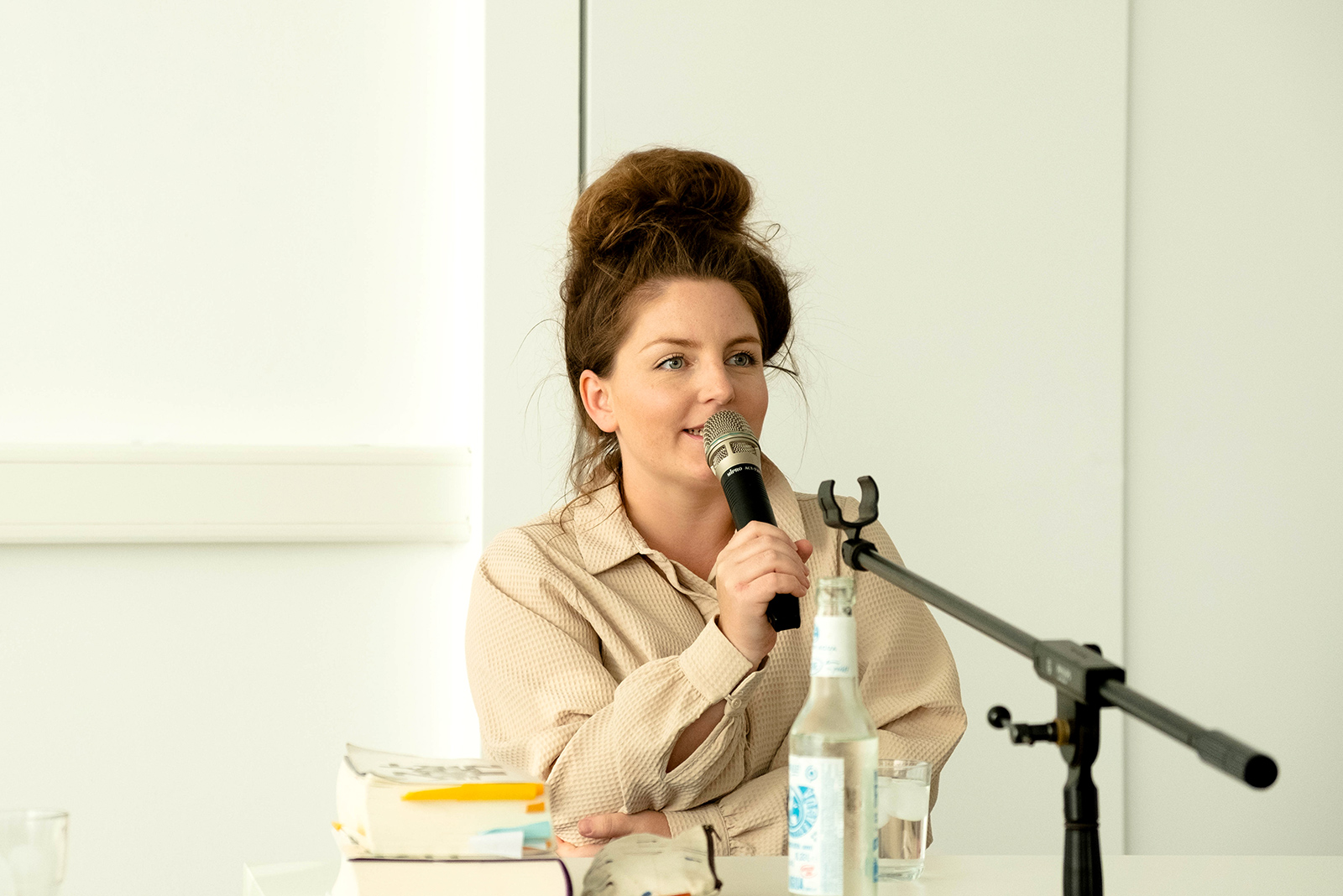
Lize Spit vara literară 2022. 3 august 2022, la Biblioteca orașului Düsseldorf, citind din „Nu sunt aici”.

Lize Spit (n. 1988, Viersel⁠(d), Flandra, Belgia) este o scriitoare belgiană de limbă flamandă.

## Biografie
Lize Spit a crescut în zona rurală din Kempen. A studiat scrisul scenic la RITCS (Hoger Rijks Instituut voor Toneel en Cultuurspreiding) de la Erasmushogeschool Brussel . În 2013 a câștigat atât premiul juriului, cât și premiul publicului pentru Write Now!. Ea publică contribuții literare în revistele Tirade, Hetliegen konijn și De Gids.
Ea și-a terminat romanul de debut, de 480 de pagini, Het smelt, la timp pentru înființarea editurii  olandeze de cărți, Das Mag. Romanul a devenit un bestseller în Belgia și Țările de Jos în 2016, vânzându-se în 160.000 de exemplare. Compania de producție belgiană Menuet a achiziționat drepturile de film ale romanului în 2016, pentru care Spit a câștigat Lucy B. en CW van der Hoogtprijs 2018. Filmul Het smelt este programat să aibă premiera în ianuarie 2023.

## Opere
- Het smelt. Das Mag, Amsterdam 2016, ISBN 978-90-824106-1-7 .
- Articol în: DAS MAG - The Best-of : Literatură tânără din Flandra și Olanda. Mairisch Verlag, Hamburg 2016, ISBN 978-3-938539-38-5.
- Ik ben er niet. Das Mag, Amsterdam 2020, ISBN 978-94-93168-71-8.